# District de Yamabe
Le district de Yamabe (山辺郡, Yamabe-gun) est un district de la préfecture de Nara au Japon.
Au 1er décembre 2014, sa population était de 3 735 habitants pour une superficie de 66,56 km2.

## Communes du district
- Tenri
- Yamazoe